# Sabethes
Sabethes (лат.) — род насекомых из трибы Sabethini семейства кровососущих комаров (Culicidae). Неотропика: Южная и Центральная Америка.

## Описание
Скутум покрыт широкими сплющенными чешуйками. Окраска металлически блестящая (зеленоватая, голубая, фиолетовая, золотистая). Антепроноты (выступы на переднем крае пронотума) крупные и сближенные. У некоторых видов лапки в нижней части сильно опушенные. Sabethes chloropterus играет определённую роль в распространение вируса жёлтой лихорадки в Центральной Америке. Энцефалитные вирусы найдены у этого вида в Панаме, и у S. belisarioi в Бразилии. Род был выделен в 1827 году французским энтомологом Жаном-Батистом Робино-Девуади (1799—1857).

## Систематика
Род Sabethes рассматривается как таксон сестринский к роду Wyeomyia (Judd, 1996) или как близкий к кладе из родов Limatus + Wyeomyia.
Выделяют около 40 видов и 5 подродов:
- Подрод Davismyia Lane & Cerqueira, 1942
  - Sabethes petrocchiae (Shannon & del Ponte, 1928)
- Подрод Peytonulus Harbach, 1991
  - Sabethes aurescens (Lutz, 1905)
  - Sabethes fabricii Lane & Cerqueira, 1942
  - Sabethes gorgasi Duret, 1971
  - Sabethes hadrognathus Harbach, 1995
  - Sabethes identicus Dyar & Knab, 1907
  - Sabethes ignotus Harbach, 1995
  - Sabethes luxodens Hall, Howard & Harbach, 1999
  - Sabethes paradoxus Harbach, 2002
  - Sabethes soperi Lane & Cerqueira, 1942
  - Sabethes undosus (Coquillett, 1906)
  - Sabethes whitmani Lane & Cerqueira, 1942
  - Sabethes xenismus Harbach, 1995
- Подрод Sabethinus Robineau-Desvoidy, 1827
  - Sabethes albiprivus Theobald, 1903
  - Sabethes amazonicus Gordon & Evans, 1922
  - Sabethes batesi Lane & Cerqueira, 1942
  - Sabethes belisarioi Neiva, 1908
  - Sabethes bipartipes Dyar & Knab, 1906
  - Sabethes cyaneus (Fabricius, 1805)
  - Sabethes forattinii Cerqueira, 1961
  - Sabethes gymnothorax Harbach & Petersen, 1992
  - Sabethes lanei Cerqueira, 1961
  - Sabethes nitidus Theobald, 1901
  - Sabethes ortizi Vargas & Diaz Najera, 1961
  - Sabethes paraitepuyensi Anduze, 1941
  - Sabethes purpureus (Theobald, 1907)
  - Sabethes quasicyaneus Peryassú, 1922
  - Sabethes schnusei (Martini, 1931)
  - Sabethes shannoni Cerqueira, 1961
  - Sabethes spixi Cerqueira, 1961
  - Sabethes tarsopus Dyar & Knab, 1908
- Подрод Sabethes Lutz, 1904
  - Sabethes idiogenes Harbach, 1994
  - Sabethes intermedius (Lutz, 1904)
  - Sabethes melanonymphe Dyar, 1924
  - Sabethes xhyphydes Harbach, 1994
- Подрод Sabethoides Theobald, 1903
  - Sabethes chloropterus (von Humboldt, 1819)
  - Sabethes conditus Moses, Howard & Harbach, 2000
  - Sabethes glaucodaemon (Dyar & Shannon, 1925)
  - Sabethes tridentatus Cerqueira, 1961